# Jassa myersi
Jassa myersi är en kräftdjursart som beskrevs av Chris Conlan 1990. Jassa myersi ingår i släktet Jassa och familjen Ischyroceridae. Inga underarter finns listade i Catalogue of Life.